# XVIII 디쳄브레역
XVIII 디쳄브레 역 (XVIII Dicembre)은 토리노 지하철의 역이다. 철도역인 토리노 포르타 수사 역 부근의 12월 18일 광장 (Piazza XVIII Dicembre)에 위치해 있다. 2006년 노선 1차 구간의 역 중 하나로 문을 열었으며, 2007년 포르타 누오바 역까지 2차 연장될 때까지는 토리노 지하철의 시종착역이었다.
역 승강장에는 우고 네스폴로의 데칼코마니 작품이 전시되어 있으며, 1922년 12월 18일에 있었던 토리노 학살을 묘사해 놓았다.

## 시설
- 매표기
- 장애인 접근시설
- 엘레베이터
- 에스컬레이터
- CCTV 감시카메라